# Baridius
Baridius är ett släkte av skalbaggar. Baridius ingår i familjen vivlar.

## Dottertaxa tillBaridius, i alfabetisk ordning[1]
- Baridius abrotani
- Baridius abruptelineata
- Baridius abruptelineatus
- Baridius aciculaticollis
- Baridius acutipennis
- Baridius adspersus
- Baridius aenescens
- Baridius aerata
- Baridius aerea
- Baridius aereus
- Baridius aethiops
- Baridius affaber
- Baridius albocscutellata
- Baridius alboguttata
- Baridius albomaculata
- Baridius alboparsa
- Baridius albopictus
- Baridius albosignata
- Baridius albosignatus
- Baridius album
- Baridius albus
- Baridius alcyonea
- Baridius alcyoneus
- Baridius ambigua
- Baridius amoenula
- Baridius amoenulus
- Baridius analis
- Baridius andalusica
- Baridius angusta
- Baridius angustus
- Baridius anthracina
- Baridius anthracinus
- Baridius antiqua
- Baridius antiquus
- Baridius apicalis
- Baridius armata
- Baridius armatus
- Baridius armeniaca
- Baridius armeniacae
- Baridius artemisiae
- Baridius aterrimus
- Baridius atra
- Baridius atramentaria
- Baridius atramentarius
- Baridius atricolor
- Baridius atriplicis
- Baridius atrocoerulea
- Baridius atrocoeruleus
- Baridius atronitens
- Baridius auricoma
- Baridius auricomus
- Baridius aurifasciata
- Baridius auritarsis
- Baridius aurosignata
- Baridius aurosignatus
- Baridius australis
- Baridius avarus
- Baridius axillaris
- Baridius azurea
- Baridius azureus
- Baridius badia
- Baridius badius
- Baridius bardus
- Baridius bicolor
- Baridius bigrammicus
- Baridius bilineatus
- Baridius bipartita
- Baridius bipartitus
- Baridius brannani
- Baridius brevirostris
- Baridius brisouti
- Baridius caerulescens
- Baridius caffer
- Baridius caldaria
- Baridius caldarius
- Baridius californica
- Baridius californicus
- Baridius caliginosa
- Baridius capreolus
- Baridius carbonaria
- Baridius carbonarius
- Baridius carinulata
- Baridius carnifex
- Baridius catenulatus
- Baridius celtis
- Baridius chalybaeus
- Baridius chalybea
- Baridius chevrolati
- Baridius chloris
- Baridius chlorizans
- Baridius chlorodia
- Baridius chlorodius
- Baridius ciliatus
- Baridius cinnabarina
- Baridius cinnabarinus
- Baridius cliens
- Baridius coerulea
- Baridius coerulescens
- Baridius coeruleus
- Baridius collaris
- Baridius coloratus
- Baridius concinna
- Baridius concinnus
- Baridius conferta
- Baridius confertus
- Baridius confinis
- Baridius convexicollis
- Baridius coracina
- Baridius coracinus
- Baridius corallinus
- Baridius corinthia
- Baridius corruscus
- Baridius corusca
- Baridius crassipes
- Baridius crassirostris
- Baridius crenatus
- Baridius cribellata
- Baridius cribrosicollis
- Baridius crinipes
- Baridius crocopelmus
- Baridius cupreus
- Baridius cuprirostris
- Baridius curtula
- Baridius curtulus
- Baridius curvirostris
- Baridius cyanea
- Baridius cyaneus
- Baridius dalmatina
- Baridius deflexa
- Baridius densa
- Baridius depilis
- Baridius despicata
- Baridius discolor
- Baridius dispilota
- Baridius distans
- Baridius doriae
- Baridius dorsalis
- Baridius duplicata
- Baridius duplicatus
- Baridius ebeninus
- Baridius edoughensis
- Baridius erithropus
- Baridius eryophorus
- Baridius erythropus
- Baridius euryophorus
- Baridius evulsa
- Baridius exarata
- Baridius exaratus
- Baridius fallax
- Baridius famula
- Baridius famulus
- Baridius farcta
- Baridius fasciata
- Baridius ferrugo
- Baridius flavicornis
- Baridius flavipes
- Baridius flexuosa
- Baridius flexuosus
- Baridius fortirostris
- Baridius foveolatopunctatus
- Baridius fulgidus
- Baridius fulvonotatus
- Baridius funerea
- Baridius gimmerthalii
- Baridius glabratus
- Baridius granulipennis
- Baridius helosidis
- Baridius humeralis
- Baridius ignava
- Baridius ignavus
- Baridius impeditus
- Baridius impolita
- Baridius impolitus
- Baridius impressifrons
- Baridius impressus
- Baridius impunctata
- Baridius impunctatus
- Baridius indigna
- Baridius indignus
- Baridius inops
- Baridius interpunctata
- Baridius interpunctatus
- Baridius interrupta
- Baridius interruptofasciata
- Baridius interruptus
- Baridius interstitialis
- Baridius irrorata
- Baridius irroratus
- Baridius janthina
- Baridius janthinus
- Baridius jonica
- Baridius kirschi
- Baridius laeta
- Baridius laetus
- Baridius landgrebei
- Baridius lata
- Baridius latus
- Baridius lepidii
- Baridius lethierryi
- Baridius libanicola
- Baridius limbata
- Baridius lineolatofasciatus
- Baridius liratus
- Baridius liturata
- Baridius lituratus
- Baridius lividipes
- Baridius longirostris
- Baridius longulus
- Baridius loricata
- Baridius loricatus
- Baridius luczoti
- Baridius luczotii
- Baridius maculiventris
- Baridius marginicollis
- Baridius mecinoides
- Baridius melaena
- Baridius melaenus
- Baridius melaleucus
- Baridius melanarius
- Baridius melanocephala
- Baridius melanocephalus
- Baridius melas
- Baridius memnonia
- Baridius memnonius
- Baridius metallescens
- Baridius metallica
- Baridius metallicus
- Baridius modestus
- Baridius modica
- Baridius modicus
- Baridius mogadorica
- Baridius monstrosa
- Baridius monstrosus
- Baridius morio
- Baridius mucorea
- Baridius multistriata
- Baridius mutila
- Baridius mutilus
- Baridius nana
- Baridius nanus
- Baridius nasutus
- Baridius neelgheriensis
- Baridius nigella
- Baridius nigellus
- Baridius nigerrima
- Baridius nigrina
- Baridius nigrinus
- Baridius nigritarsis
- Baridius nigriventris
- Baridius nigrocephala
- Baridius nigrocephalus
- Baridius nitens
- Baridius nitescens
- Baridius nitida
- Baridius nitidus
- Baridius nivalis
- Baridius notata
- Baridius notatus
- Baridius novemmaculata
- Baridius obcrucis
- Baridius oblonga
- Baridius obumbrata
- Baridius obumbratus
- Baridius opaca
- Baridius opacus
- Baridius opiparis
- Baridius ovalis
- Baridius ovata
- Baridius pallidicornis
- Baridius pandanicola
- Baridius parallela
- Baridius parallelus
- Baridius parapleura
- Baridius parellina
- Baridius parellinus
- Baridius parvulus
- Baridius pauper
- Baridius pellicea
- Baridius pelliceus
- Baridius penicellus
- Baridius penicillata
- Baridius penicillatus
- Baridius pertusa
- Baridius pertusicollis
- Baridius pertusus
- Baridius picicornis
- Baridius picina
- Baridius picinus
- Baridius picipennis
- Baridius picipes
- Baridius picitarsis
- Baridius picturatus
- Baridius picumnus
- Baridius pilistriatus
- Baridius pilosa
- Baridius plicata
- Baridius plicatus
- Baridius plumbea
- Baridius prasina
- Baridius prasinus
- Baridius pulchella
- Baridius pulchellus
- Baridius pullus
- Baridius punctata
- Baridius punctatissimus
- Baridius punctatus
- Baridius puncticollis
- Baridius pusilla
- Baridius pusio
- Baridius pyritosus
- Baridius quadraticollis
- Baridius quadrimaculata
- Baridius quadrimaculatus
- Baridius quadrinotata
- Baridius quadrinotatus
- Baridius quadrisignata
- Baridius quadrisignatus
- Baridius quadrivittata
- Baridius recinctus
- Baridius regalis
- Baridius renardi
- Baridius renardii
- Baridius rubinus
- Baridius rudis
- Baridius rufa
- Baridius ruficollis
- Baridius rufipennis
- Baridius rufipes
- Baridius rufitarsis
- Baridius rufus
- Baridius rugata
- Baridius rugatus
- Baridius rugicollis
- Baridius saba
- Baridius schwarzenbergi
- Baridius schwarzenbergii
- Baridius scolopacea
- Baridius scolopaceus
- Baridius scolopax
- Baridius scotina
- Baridius scotinus
- Baridius scrobicollis
- Baridius scutellumalbum
- Baridius sellata
- Baridius sellatus
- Baridius semistriata
- Baridius semistriatus
- Baridius senescens
- Baridius septemguttata
- Baridius seriata
- Baridius seriepunctata
- Baridius seriepunctatus
- Baridius sesostris
- Baridius sexcarinata
- Baridius sicula
- Baridius siculus
- Baridius signatulus
- Baridius smaragdina
- Baridius soricina
- Baridius spadiceus
- Baridius sparsa
- Baridius spitzyi
- Baridius splendidula
- Baridius spoliata
- Baridius spoliatus
- Baridius squamifer
- Baridius squamifera
- Baridius squamosa
- Baridius squamosus
- Baridius squamulosa
- Baridius squamulosus
- Baridius squarrosa
- Baridius squarrosus
- Baridius strenua
- Baridius striata
- Baridius striatus
- Baridius subaenea
- Baridius subcylindrica
- Baridius subnitida
- Baridius subnitidus
- Baridius subovalis
- Baridius subscabrosa
- Baridius subscabrosus
- Baridius subsignatus
- Baridius suffriani
- Baridius sulcata
- Baridius sulcatus
- Baridius sulcicollis
- Baridius sulcipennis
- Baridius suturaalba
- Baridius sutura-alba
- Baridius tabaci
- Baridius t-album
- Baridius talpa
- Baridius temerarius
- Baridius tenuicollis
- Baridius tenuirostris
- Baridius tenuis
- Baridius teter
- Baridius tetra
- Baridius tibialis
- Baridius tigrinus
- Baridius timidus
- Baridius tombacina
- Baridius tombacinus
- Baridius torquata
- Baridius torquatus
- Baridius transversa
- Baridius transversus
- Baridius trinotata
- Baridius trinotatus
- Baridius tripunctatus
- Baridius t-signum
- Baridius turcica
- Baridius uncinata
- Baridius uncinatus
- Baridius undatus
- Baridius undulata
- Baridius undulatus
- Baridius utibilis
- Baridius wahlbergi
- Baridius wahlbergii
- Baridius variegatus
- Baridius vecors
- Baridius versicolor
- Baridius vestita
- Baridius vestitus
- Baridius vicina
- Baridius vicinus
- Baridius viduata
- Baridius viduatus
- Baridius villae
- Baridius violacea
- Baridius violaceus
- Baridius virescens
- Baridius virgata
- Baridius virgatus
- Baridius viridana
- Baridius viridanus
- Baridius vivax
- Baridius x-littera